# Маунт-Олів (Іллінойс)
Маунт-Олів (англ. Mount Olive) — місто (англ. city) в США, в окрузі Макупін штату Іллінойс. Населення — 2015 осіб (2020).

## Географія
Маунт-Олів розташований за координатами 39°4′22″ пн. ш. 89°43′40″ зх. д. / 39.07278° пн. ш. 89.72778° зх. д. (39.072656, -89.727885).  За даними Бюро перепису населення США в 2010 році місто мало площу 2,99 км², з яких 2,99 км² — суходіл та 0,01 км² — водойми.

## Демографія
Згідно з переписом 2010 року, у місті мешкало 2099 осіб у 880 домогосподарствах у складі 595 родин. Густота населення становила 701 особа/км².  Було 984 помешкання (329/км²).
Расовий склад населення:
| - 99,0 % — білих - 0,3 % — корінних американців - 0,2 % — чорних або афроамериканців - 0,1 % — азіатів |

До двох чи більше рас належало 0,2 %. Частка іспаномовних становила 0,9 % від усіх жителів.
За віковим діапазоном населення розподілялося таким чином: 23,2 % — особи молодші 18 років, 61,1 % — особи у віці 18—64 років, 15,7 % — особи у віці 65 років та старші. Медіана віку мешканця становила 40,4 року. На 100 осіб жіночої статі у місті припадало 92,4 чоловіків;  на 100 жінок у віці від 18 років та старших — 88,7 чоловіків також старших 18 років.
Середній дохід на одне домашнє господарство  становив 55 086 доларів США (медіана — 48 843), а середній дохід на одну сім'ю — 60 329 доларів (медіана — 54 091). Медіана доходів становила 40 132 долари для чоловіків та 30 795 доларів для жінок. За межею бідності перебувало 8,7 % осіб, у тому числі 12,2 % дітей у віці до 18 років та 5,6 % осіб у віці 65 років та старших.
Цивільне працевлаштоване населення становило 1006 осіб. Основні галузі зайнятості: освіта, охорона здоров'я та соціальна допомога — 24,5 %, виробництво — 17,7 %, мистецтво, розваги та відпочинок — 12,2 %, роздрібна торгівля — 11,8 %.